# Aškelon
Aškelon (hebrejsko אַשְׁקְלוֹן‬, Aškelon), znan tudi kot Askalon (grško starogrško Ἀσκάλων, Askálōn, arabsko عَسْقَلَان‎, ʿAsqalān), je mesto na sredozemski obali v južnem Izraelu, približno 50 km južno od Tel Aviva.
Starodavno pristanišče Aškelon je nastalo že v neolitiku. V njegovi bogati zgodovini so mu vladali Egipčani, Kanaanci, Filistejci, Asirci, Babilonci, Grki, Feničani, Hazmonejci, Rimljani, Perzijci, Arabci in križarji, dokler ga niso leta 1270 uničili Mameluki. 
Nekaj kilometrov v notranjost celine je bila v osmaskem obdobju v 15. stoletju ustanovljan arabska vas al-Majdal ali al-Majdal Aškalan (arabsko المجدل‎, hebrejsko אל-מג'דל, מגדל‎). Leta 1918 je prišla pod britansko okupacijsko  upravo, leta 1920 pa je pripadla Britanskemu mandatu za Palestino. Na predvečer arabsko-izraelske vojne leta 1948 je v vasi živelo 10.000 Arabcev,  oktobra 1948 pa se je v vas zateklo več tisoč beguncev iz okoliških vasi.  Al-Majdal je bila najbolj severni položaj egipčanskih ekspedicijskih sil s sedežem v Gazi. 5. novembra 1948 je vas zasedla izraelska vojska, večina arabskega prebivalstva pa je pobegnila. V vasi je ostalo približno 2.700 prebivalcev, od katerih so jih izraelski vojaki decembra 1948 približno 500 deportirali. Novi izraelski naseljenci so vas sprva imenovali Migdal Gaza, Migdal Gad in  Migdal Aškelon. Večino preostalih arabskih prebivalcev so Izraelci deportirali leta 1950.
Leta 1953 je bil naselju priključen bližnji Afridar, združeno naselje pa je dobilo staro ime Aškelon. Leta 1961 je bil Aškelon s 24.000 prebivalci 18. največje mesto v Izraelu. Leta 2017 je imel 137.945 prebivalcev.